# Grand Prix Włoch 1947
Grand Prix Włoch 1947 (oryg. XVII Gran Premio d'Italia) – jeden z wyścigów Grand Prix rozegranych w 1947 roku, a trzeci spośród tzw. Grandes Épreuves.

## Lista startowa
Na niebieskim tle kierowcy, którzy nie wzięli udziału w kwalifikacjach, lecz współdzielili samochód w czasie wyścigu
| Nr | Kierowca                | Zespół                | Samochód       | Silnik        |   |
| -- | ----------------------- | --------------------- | -------------- | ------------- | - |
| 2  | Alessandro Gaboardi     | Alfa Corse            | Alfa Romeo 158 | Alfa Romeo    | ? |
| 4  | Nello Pagani            | prywatny              | Maserati 4CL   | Maserati L4c  | ? |
| 6  | Luigi Villoresi         | Scuderia Ambrosiana   | Maserati 4CL   | Maserati L4   | ? |
| 8  | Raymond Sommer          | prywatny              | Maserati 4CL   | Maserati L4c  | ? |
| 10 | Lamberto Grolla         | prywatny              | Cisitalia D46  | Cisitalia F12 | ? |
| 12 | Eugène Chaboud          | prywatny              | Delahaye 135S  | Delahaye L6   | ? |
| 14 | Pierre Levegh           | Ecurie Naphtra Course | Maserati 4CL   | Maserati L4c  | ? |
| 16 | Achille Varzi           | Alfa Corse            | Alfa Romeo 158 | Alfa Romeo    | ? |
| 18 | Louis Chiron            | prywatny              | Maserati 4CL   | Maserati L4c  | ? |
| 22 | Charles Pozzi           | prywatny              | Delahaye 135S  | Delahaye L6   | ? |
| 24 | Consalvo Sanesi         | Alfa Corse            | Alfa Romeo 158 | Alfa Romeo    | ? |
| 26 | Prince Bira             | prywatny              | Maserati 4CL   | Maserati L4c  | ? |
| 28 | Giovanni Bracco         | prywatny              | Delage 3000    | Delage L6     | ? |
| 30 | Carlo Felice Trossi     | Alfa Corse            | Alfa Romeo 158 | Alfa Romeo    | ? |
| 32 | Emmanuel de Graffenried | prywatny              | Maserati 4CL   | Maserati L4c  | ? |
| 34 | Alberto Ascari          | Scuderia Ambrosiana   | Maserati 4CL   | Maserati L4c  | ? |
| 36 | Raph                    | Ecurie Naphtra Course | Maserati 4CL   | Maserati L4c  | ? |
| 38 | Arialdo Ruggeri         | Scuderia Milano       | Maserati 4CL   | Maserati L4c  | ? |
| 42 | Gaetano dell'Acqua      | prywatny              | Maserati 6CM   | Maserati L6   | ? |
| 44 | Carlo Pesci             | prywatny              | Maserati 6CM   | Maserati L6   | ? |
| 46 | Giovanni Minozzi        | prywatny              | Maserati 6CM   | Maserati L4c  | ? |
| 52 | Lorenzo Arrigone        | prywatny              | Maserati 6CM   | Maserati L6   | ? |
| 54 | Henri Louveau           | Ecurie Gersac         | Delage D6.70   | Delage L6     | ? |
| 56 | Mario Porrino           | prywatny              | Cisitalia D46  | Cisitalia F12 | ? |
| Nr | Kierowca                | Zespół                | Samochód       | Silnik        |   |

## Wyniki

### Kwalifikacje
Źródło: silhouet.com
| Poz. | Nr | Kierowca                | Konstruktor | Czas   | Poz. s. |
| ---- | -- | ----------------------- | ----------- | ------ | ------- |
| 1    | 24 | Consalvo Sanesi         | Alfa Romeo  | 1:44,0 | 1       |
| 2    | 30 | Carlo Felice Trossi     | Alfa Romeo  | 1:44,8 | 2       |
| 3    | 6  | Luigi Villoresi         | Maserati    | 1:45,4 | 3       |
| 4    | 16 | Achille Varzi           | Alfa Romeo  | 1:47,0 | 4       |
| 5    | 34 | Alberto Ascari          | Maserati    | 1:47,2 | 5       |
| 6    | 18 | Louis Chiron            | Maserati    | 1:47,6 | 6       |
| 7    | 8  | Raymond Sommer          | Maserati    | 1:47,6 | 7       |
| 8    | 32 | Emmanuel de Graffenried | Maserati    | 1:48,8 | 8       |
| 9    | 2  | Alessandro Gaboardi     | Alfa Romeo  | 1:51,8 | 9       |
| 10   | 14 | Pierre Levegh           | Maserati    | 1:53,6 | 10      |
| 11   | 52 | Lorenzo Arrigoni        | Maserati    | 1:58,6 | 11      |
| 12   | 36 | Raph                    | Maserati    | 1:58,8 | 12      |
| 13   | 12 | Eugène Chaboud          | Delahaye    | 1:59,8 | 13      |
| 14   | 22 | Charles Pozzi           | Delahaye    | 2:00,2 | 14      |
| 15   | 38 | Arialdo Ruggeri         | Maserati    | 2:00,8 | 15      |
| 16   | 46 | Giovanni Minozzi        | Maserati    | 2:00,8 | 16      |
| 17   | 42 | Gaetano dell'Acqua      | Maserati    | 2:00,4 | 17      |
| 18   | 28 | Giovanni Bracco         | Delage      | 2:00,5 | 18      |
| 19   | 10 | Lamberto Grolla         | Cisitalia   | 2:03,4 | 19      |
| 20   | 56 | Mario Porrino           | Cisitalia   | 2:03,6 | 20      |
| 21   | 44 | Carlo Pesci             | Maserati    | 2:03,8 | 21      |
| 22   | 54 | Henri Louveau           | Delage      | 2:05,8 | 22      |
| 23   | 26 | Prince Bira             | Maserati    | 2:06,0 | 23      |
| 24   | 4  | Nello Pagani            | Maserati    | 2:10,0 | 24      |
| Poz. | Nr | Kierowca                | Konstruktor | Czas   | Poz. s. |

### Wyścig
Źródło: statsf1
| P                                                     | + / –     | Nr | Kierowca                | Konstruktor | Okr. | Czas / Strata | Komentarz |
| ----------------------------------------------------- | --------- | -- | ----------------------- | ----------- | ---- | ------------- | --------- |
| 1                                                     | 1         | 30 | Carlo Felice Trossi     | Alfa Romeo  | 100  | 3:02:25,0     |           |
| 2                                                     | 2         | 16 | Achille Varzi           | Alfa Romeo  | 100  | +0,1          |           |
| 3                                                     | 2         | 24 | Consalvo Sanesi         | Alfa Romeo  | 99   | +1 okr        |           |
| 4                                                     | 5         | 2  | Alessandro Gaboardi     | Alfa Romeo  | 95   | +5 okr        |           |
| 5                                                     | Bez zmian | 34 | Alberto Ascari          | Maserati    | 94   | +6 okr        |           |
| 6                                                     | 16        | 54 | Henri Louveau           | Delage      | 91   | +6 okr        |           |
| 7                                                     | 7         | 22 | Charles Pozzi           | Delahaye    | 89   | +11 okr       |           |
| 8                                                     | 5         | 12 | Eugène Chaboud          | Delahaye    | 87   | +13 okr       |           |
| 9                                                     | 12        | 44 | Carlo Pesci             | Maserati    | 86   | +14 okr       |           |
| Niesklasyfikowani                                     |           |    |                         |             |      |               |           |
|                                                       |           | 56 | Mario Porrino           | Cisitalia   | 56   | ?             |           |
|                                                       |           | 52 | Lorenzo Arrigone        | Maserati    | 56   | ?             |           |
|                                                       |           | 10 | Lamberto Grolla         | Cisitalia   | 56   | ?             |           |
|                                                       |           | 28 | Giovanni Bracco         | Delage      | 53   | ?             |           |
|                                                       |           | 6  | Luigi Villoresi         | Maserati    | 0    | ?             |           |
|                                                       |           | 42 | Gaetano dell'Acqua      | Maserati    | 23   | ?             |           |
|                                                       |           | 8  | Raymond Sommer          | Maserati    | 20   | Silnik        |           |
|                                                       |           | 14 | Pierre Levegh           | Maserati    | 6    | ?             |           |
|                                                       |           | 36 | Raph                    | Maserati    | 3    | Wyciek oleju  |           |
|                                                       |           | 4  | Nello Pagani            | Maserati    | 2    | Opony         |           |
|                                                       |           | 26 | Prince Bira             | Maserati    | 0    | Magneto       |           |
| Nie wystartowali / niedopuszczeni do ponownego startu |           |    |                         |             |      |               |           |
|                                                       |           | 32 | Emmanuel de Graffenried | Maserati    |      |               |           |
|                                                       |           | 18 | Louis Chiron            | Maserati    |      |               |           |
|                                                       |           | 38 | Arialdo Ruggeri         | Maserati    |      |               |           |
|                                                       |           | 46 | Giovanni Minozzi        | Maserati    |      |               |           |
| P                                                     | + / –     | Nr | Kierowca                | Konstruktor | Okr. | Czas / Strata | Komentarz |

### Najszybsze okrążenie
Źródło: silhouet.com
| Nr | Kierowca            | Konstruktor | Czas   | Okr. |
| -- | ------------------- | ----------- | ------ | ---- |
| 8  | Carlo Felice Trossi | Alfa Romeo  | 1:44,0 |      |